# Elodea canadensis
Elodea canadensis Michx. è una pianta acquatica della famiglia Hydrocharitaceae. È nota anche come peste d'acqua.

## Descrizione
È una pianta dioica e durante la fioritura emergono solo i piccoli fiori. È caratterizzata da fusti carnosi, di colore verde, flessibili, lunghi fino a 3-4 metri con numerose e piccole foglie sessili.

## Biologia
È una specie infestante; la sua crescita e proliferazione è particolarmente incentivata da acque ricche di nutrienti; inoltre riesce a svilupparsi sia nelle acque più basse che in quelle profonde, e addirittura è in grado di vivere anche non radicata, fluttuando sulla superficie. 
È un anello fondamentale dell'ecosistema dei laghi; costituisce l'habitat per numerosi invertebrati e alcune specie di pesci vi trovano riparo in età giovanile.

## Distribuzione e habitat
È una specie di origine nordamericana, in Italia naturalizzata e invasiva, soprattutto nelle regioni del Nord.
Vive nell'acqua dolce completamente sommersa, dal livello del mare a 600 m circa, in acque correnti calde e poco profonde.

## Usi
- L'Elodea è spesso utilizzata come ornamento per fondali di acquari.[senza fonte]
- Data l'elevata carnosità delle affusolate foglie, essa si presta all'utilizzo di laboratorio per osservare, al microscopio, le cellule vegetali, e, in particolare, i cloroplasti.[senza fonte]
- La tribù indiana degli Irochesi la utilizzava come medicinale.[senza fonte]